# جوناثان روي
جوناثان روي هو لاعب هوكي الجليد كندي، ولد في 15 مارس 1989 في مونتريال في كندا.

## روابط خارجية
- جوناثان روي على موقع EliteProspects.com (الإنجليزية)